# Acronicta longatella
Acronicta longatella là một loài bướm đêm trong họ Noctuidae.